# シェーン・ピーターソン
シェーン・アーロン・ピーターソン（Shane Aaron Peterson, 1988年2月11日 - ）は、アメリカ合衆国・カリフォルニア州サンディエゴ郡フォールブルック出身のプロ野球選手（外野手）。左投左打。

## 経歴

### プロ入りとカージナルス傘下時代
カリフォルニア州立大学ロングビーチ校時代は投手、一塁、左翼、指名打者と4つのポジションでプレー。2008年のMLBドラフト2巡目（全体59位）でセントルイス・カージナルスから指名され、プロ入り。この年は傘下のA-級バタビア・マックドッグスでプロデビュー。

### アスレチックス時代
2009年7月24日にマット・ホリデイとの3対1のトレードで、ブレット・ウォレス、クレイトン・モーテンセンと共にオークランド・アスレチックスへ移籍した。
マイナーで好成績を残していたこともあり、2012年11月20日に40人枠入り。
2013年4月、正一塁手のブランドン・モスが妻の出産立ち会いでチームを離れたことにより昇格し、4月16日のヒューストン・アストロズ戦に先発出場。翌17日の同カードでゼイビア・セデーニョからメジャー初安打となるセンター前ヒットを放つ。この年のメジャー出場はこの時の2試合のみだった。
2014年3月10日にAAA級サクラメント・リバーキャッツへ異動した。この年はメジャーへ昇格できず、AAA級サクラメントで137試合に出場し、打率.308・11本塁打・90打点・11盗塁だった。オフの12月11日にDFAとなった。

### ブルワーズ時代
2014年12月19日にウェイバー公示を経てシカゴ・カブスへ移籍したが、12月23日に再びウェイバー公示を経てミルウォーキー・ブルワーズへ移籍した。
2015年は開幕を傘下のAAA級コロラドスプリングス・スカイソックスで迎えたが、6月3日に昇格してからはシーズン最後までメジャーに帯同した。外野の控えとして93試合に出場し、打率.259・2本塁打・16打点の成績を残した。
2016年1月28日にDFAとなり、2月4日に40人枠を外れる形でAAA級コロラドスプリングスへ配属された。この年はメジャーでの出場は無く、AAA級コロラドスプリングスで15試合に出場して打率.347・3本塁打・7打点・4盗塁の成績を残した。

### レイズ時代
2016年12月22日にタンパベイ・レイズとマイナー契約を結び、2017年のスプリングトレーニングに招待選手として参加することになった。
2017年の開幕は傘下のAAA級ダーラム・ブルズで迎えたが、4月14日にメジャー契約を結んでアクティブ・ロースター入りした。5月2日にコルビー・ラスムスの故障者リストからの復帰に伴ってDFAとなり、5日に40人枠を外れる形でAAA級ダーラムへ配属された。6月23日に再びラスムスが故障者リスト入りしたため、メジャー契約を結んでアクティブ・ロースター入りした。7月27日にダン・ジェニングスとルーカス・ドゥーダの加入に伴って再びDFAとなった。7月30日に40人枠から外れる形でAAA級ダーラムへ配属された。

## 人物
5人兄弟の末っ子。大学では経済学、不動産、法学を専攻していた。
高校時代は2学年下にロブ・ブラントリーがいた。

## 詳細情報

### 年度別打撃成績
| 年 度    | 球 団    | 試 合 | 打 席 | 打 数 | 得 点 | 安 打 | 二 塁 打 | 三 塁 打 | 本 塁 打 | 塁 打 | 打 点 | 盗 塁 | 盗 塁 死 | 犠 打 | 犠 飛 | 四 球 | 敬 遠 | 死 球 | 三 振 | 併 殺 打 | 打 率 | 出 塁 率 | 長 打 率 | O P S |
| -------- | -------- | ----- | ----- | ----- | ----- | ----- | -------- | -------- | -------- | ----- | ----- | ----- | -------- | ----- | ----- | ----- | ----- | ----- | ----- | -------- | ----- | -------- | -------- | ----- |
| 2013     | OAK      | 2     | 8     | 7     | 1     | 1     | 0        | 0        | 0        | 1     | 1     | 0     | 0        | 0     | 0     | 1     | 0     | 0     | 3     | 0        | .143  | .250     | .143     | .393  |
| 2015     | MIL      | 93    | 226   | 201   | 22    | 52    | 7        | 3        | 2        | 71    | 16    | 0     | 1        | 3     | 1     | 20    | 1     | 0     | 55    | 3        | .259  | .324     | .353     | .678  |
| 2017     | TB       | 30    | 88    | 79    | 9     | 20    | 5        | 0        | 2        | 31    | 11    | 2     | 0        | 0     | 1     | 5     | 0     | 2     | 21    | 2        | .253  | .310     | .392     | .703  |
| MLB：3年 | MLB：3年 | 125   | 322   | 287   | 32    | 73    | 12       | 3        | 4        | 103   | 28    | 2     | 1        | 3     | 2     | 26    | 1     | 2     | 79    | 5        | .254  | .319     | .359     | .677  |

- 2017年度シーズン終了時

### 背番号
- 32（2013年）
- 35（2015年）
- 2（2017年）